# Cryptosporiopsis eucalypti
Cryptosporiopsis eucalypti är en svampart som beskrevs av Sankaran & B. Sutton 1995. Cryptosporiopsis eucalypti ingår i släktet Cryptosporiopsis och familjen Dermateaceae.   Inga underarter finns listade i Catalogue of Life.